# 朝鲜的名称
或韓（諺文：韓語：）可以指文化地域上的，包括朝鮮半島（韓半島），也包括朝鮮民族（韓民族）。

朝鮮半島位置圖

一词最早见于中国古籍《山海经》〈海内经〉：“东海之内，北海之隅，有国名”。在公元前200年的《尚书大传》中提到朝鲜的意思为“朝日鲜明”。1392年，高丽（고려）被李成桂推翻，明太祖朱元璋选定了朝鲜为其号。1401年，明惠帝册封朝鲜太宗为朝鲜國王。1896年，朝鲜高宗宣布朝鲜独立，改国号为大韩帝国。1910年，日韩合并后，日本使用「朝鮮」一名，设立朝鲜总督府。在上海建立的流亡政府名为大韩民国临时政府。1945年，朝鲜半岛光复。1948年，南、北政權先後建國，国号分別为大韩民国（简称为或）及朝鮮民主主義人民共和國（简称为或）。

## 辭源

### 朝鮮
“朝鲜”一词最早見于中国古籍《山海经》〈海内经〉：“东海之内，北海之隅，有国名朝鲜”。在公元前200年的《尚書大傳》中提到朝鮮的意思為「朝日鮮明」，“朝”讀如“朝日”的“朝”。而唐代司馬貞所撰《史記索隱》中提到「朝鮮」的發音為「潮仙」：「案，朝音潮，直驕反。鮮音仙。以有汕水故名也，汕，一音訕。」所以可以推測經過較長時間的流傳，朝鮮的發音有所改變。西周滅商之後，商朝的遺老箕子不願意成為周臣，帶領一部分侍從到達朝鮮半島和當地居民一起建立了「箕氏侯國」，並得到周武王的承認和冊封，《尚書大傳》和司馬遷的《史記》均記載了此事，史稱「箕子朝鮮」。
箕子朝鮮的管轄地區主要指現在朝鮮半島外側靠北的地方。如果北海为今天的渤海的话，有学者认为箕子朝鲜初期位今中国河北、辽宁和内蒙古东南部。箕子朝鮮在半島統治近一千年，歷經41代君主，直到公元前2世紀被燕人衛滿取代。這段歷史為朝鮮留下了光彩的記憶，等到後來朝鮮進入「高麗」和「朝鲜王朝」時，箕子受到極大的推崇與讚賞。朝鮮人稱其為「箕聖」，稱自己的國家叫「箕聖國」。
“朝鲜”一词在朝鲜的史书《三国遗事》被用来称呼“古朝鮮”（王俭朝鮮）、“衛满朝鮮”。“古朝鮮”与“衛满朝鮮”并立而言，所以今天在朝鲜和韩国单称古朝鮮，多指王俭朝鮮（即檀君朝鮮）。从周朝至汉朝的中国史书，“朝鲜”只是指朝鲜半岛北部的地区，朝鲜半岛南部则被称为三韩（即辰韩、马韩、弁韩）。
漢初，燕王盧綰叛漢後逃至匈奴，其部將衛滿率千餘人進入朝鮮，成為箕子朝鮮的國相。公元前194年，衛滿推翻了箕子朝鮮，在平壤一帶建立政權，国号仍称“朝鲜”，成為朝鮮歷史上第二個王朝，史稱「衛满朝鮮」。此時期，在中國的東北地區和朝鮮半島北部還分布著扶餘、高句麗、沃沮等部落。
公元前108年(西汉元封二年前109年），汉武帝东征朝鲜，未成功，接著派來增援部隊。公元前108年夏，朝鮮右渠王（衛滿的孫子）被殺，衛滿朝鮮滅亡。西汉在此设立四郡，“朝鲜”一词消失在中国典籍中。高句麗於朝鲜半島北部崛起後，很快瓦解了真番、臨屯兩郡，玄菟郡也改動了轄區。到西晉末年公元313年，高句麗吞併了漢四郡的最後一郡樂浪郡。
到了高麗时期，编纂史书，尊箕子朝鲜为祖先，同时檀君朝鲜也作为开国神话写入史书，“朝鲜”一词再次出现于文字史料中。1392年，李成桂推翻王氏高丽，自立为王。最初李成桂原想继续使用高丽的国号。但由于高丽王室在高丽末期对朝鲜半岛统治的合法性遭到质疑，李成桂决定改国号，以朝鲜（为纪念古朝鲜）、和宁（李成桂父亲李子春就仕之地）两号请明太祖朱元璋决定，明太祖选择了“朝鲜”，但不肯册封。直到1401年，明惠帝才正式册封朝鲜太宗为朝鲜國王。此后“朝鲜”一词成为国家、民族和语言的名称。

### 韓
1896年，朝鲜高宗宣布朝鲜独立，改国号为韩帝国。此处的“韩”字既来自朝鲜半岛南部古称“三韩”，同时“韩”字在韩语中更有“伟大”或“第一”的意思。這也是第一次「韓」從民間走向官方。
在朝鲜半岛历经的三国时期、统一新罗时代、后三国时期和高丽时期，国名均与“朝鲜”无关，中国史书中也以朝鲜半岛各国之名相称，并未将其统称为朝鲜。陈寿《三国志》把三韩统称为韩国。反倒是源自“三韩”的“韩”称呼一直在国号频变的半岛民间延续，成了“朝鲜半岛”的简称，这一简称一直延续到近代。例如：日本国内主張以武力迫使朝鮮半島開國的“征韩论”，以及甲午战争时期清帝宣战诏书中的「著李鴻章嚴飭派出各軍，迅速進剿，厚集雄師，陸續進發，以拯韓民于塗炭」。在康熙字典中，对“韩”字的解释有春秋时期的韩国、韩姓和三韩，“三韩”即有朝鲜半岛之意。

### 高丽
由于高麗王朝是朝鲜半岛上第一个统一的民族国家，朝鲜民族的形成和朝鮮文化形成的也开始于这一朝代，因此在朝鲜王朝建立之后，中国和西方国家仍然继续以“高麗”（其中「麗」讀作）作为朝鲜的别名。另外西方語言中的Korea/Corea（「高麗」）也是來自於該王朝，而西方對於朝鮮半島的稱呼並沒有因為政權變遷而更改，因此西方語言中沒有「朝鮮」與「韓」的區分，統稱Korea/Corea（或其他類似詞彙），對於半島南北政權的稱呼也因此沒有漢字文化圈中如此多樣，而稱為南、北「高麗」，另外高麗大學的翻譯也是「Korea」大學。朝鮮民主主義人民共和國已故最高領導人金日成提出的朝鮮半島統一後的國名「高麗民主聯邦共和國」也是基於「高麗」該詞彙。

### 其他名稱
在朝鲜王朝时期，朝鲜人自称多为“东国”、“大东”、“海东”、“东邦”，此外还會以“震域”、“槿域”、“青丘”、“鸡林”、“八道”、“三韩”来指代韓或朝鲜。

## 各地有關稱呼

### 大韩民国
韓民國国内官方及民间均将朝鲜民主主义人民共和国称为“北韩”（북한），在涉及历史、地理、语言学、人类学等方面专有名词时也一律以“韩”称呼，如“韩半岛”、“韩民族”。然而，韩国各大媒体的中文版网页方面，则大多使用“朝鮮”，例如韩联社、《鲜日报》、《东亚日报》、《中央日报》和《韩民族日报》；只有韓國廣播公司（KBS）使用“北韩”。
過去大韩民国官方对朝鲜民主主义人民共和国的贬称「北傀」（북괴），意指北方政权为前苏联操纵的傀儡政权。随着1980年代以后韩国实现民主化以及韩朝关系的改善，现今韩国政府已不再使用官方词汇中的贬义词来形容朝鲜政权。

### 朝鲜民主主义人民共和国
鮮民主主義人民共和國國內對於有關事物皆統稱為「朝鮮」，而幾乎不使用「韓」字樣。對於本國常簡稱為「朝鮮」，和南邊政權相對時有時也稱為「北朝鮮」。而稱呼大韓民國為「南朝鮮」。有时，朝鲜的对南宣传（如“我们民族之间”网站发布的部分影片）会使用“韩半岛”、“韩国”等词语，以符合朝鲜半岛南方使用习惯。
朝鲜民主主义人民共和国官方对南韓当局的蔑称為「南朝鮮傀儡」（남조선괴뢰），意指南方政权为美国操纵的傀儡政权。
但朝鲜民主主义人民共和国官方在韩朝首脑会谈等会谈相关事项、韩朝协议文、国内外媒体或第三方发言引用等情况下，会使用「大韓民國」这一称号。2023年7月以来，朝鲜官方越来越多地使用“大韩民国”一词来称呼韩国。在朝鲜劳动党八届九中全会的官方报道中，朝鲜官方宣称朝韩是“两个国家”，从此“韩国”、“大韩民国”成为朝鲜对韩国的正式称呼，有时会加上“傀儡”一类的形容词，如“傀儡韩国”。

### 中國大陸
在中国大陆，這一稱呼既是官方和民间对朝鲜民主主义人民共和国的简称，在涉及历史、地理、语言学、人类学等方面专有名词时，又是包括鮮民主主義人民共和國在内的整个朝鲜半岛的称呼。
中國大陸對於、等名词时全部沿用這一稱呼，但對於其語言，曾經很長一段時間皆以作為稱呼，但近年来有不少人士开始用“韩语”称呼該语言，尤其是大韓民國（韩国）使用的朝鲜语，對於中國朝鮮族所使用的朝鲜语，偶爾也會稱呼為韓語，雖然實際上朝鮮族所使用的朝鮮語和朝鲜民主主义人民共和国的朝鮮語更接近。在中華人民共和國与大韩民国建交之前，曾以称呼，但在1992年中韩建交之後，对韩方的称呼改为。

### 香港
在香港，「朝鮮」這一稱呼的用處並不如中國大陸一般廣泛，一般只用於歷史（如朝鮮王朝相關詞彙）、地理（如朝鮮半島、朝鮮灣）還有民族（朝鮮族）。其他與當地相關的事物一般以“韓國”形容（如韓語、韓服、韓劇等等）。
“韩国”這一稱呼在某些特定情況下可以代表“南北方”在内的整个“朝鲜半岛”，但一般情況下則通常特指朝鲜半岛南部的大韩民国。故容易產生誤解時常称大韩民国为，朝鲜民主主義人民共和國为，以避免歧义。

### 台灣
在台灣的中文語境裡，「朝鮮」這一稱呼平時不常用。通常也是用於史地詞彙，如“朝鲜半岛”。而受到過去冷戰時期中華民國政府只承認大韓民國的影響，「韓國」這一稱呼至今仍常慣指大韓民國或整個朝鮮半島。當今官方或民間多以稱呼朝鮮民主主義人民共和國。民視是目前唯一使用「北朝鮮」這一稱呼的台灣媒體。

### 新馬
在新加坡的中文語境裡，均将朝鲜民主主义人民共和国称为，大韩民国称为。馬來西亞中文媒体及華社民间也经常以“韩国”、“朝鲜”稱呼朝鮮半島南北政權。

### 越南
越南民主共和国及其继承者越南社会主义共和国将鲜民主主义人民共和国简称为「朝鮮」（越南语：／*/?），在越南社会主义共和国与大韩民国建交之前，越方以“南朝鲜”（越南语：／*/?）称呼韩方。但在1992年韩越建交之後，越方正式对韩方的称呼将“南朝鲜”改成“韩国”（越南语：／*/?）。
而越南共和国政府在1975年灭亡以前，將大韓民國視為朝鮮半島唯一合法政權並拒絕承認朝鮮民主主義人民共和國。并将大韩民国简称为“韩国”（越南语：／*/?）。

### 日本
在日本，「朝鮮」是整個朝鮮半島的簡稱，當今日本稱大韓民國為「韓國」，朝鲜民主主義人民共和國為「北朝鮮」。

### 歐美
西方語言中稱為Korea（英語、德語等，或其他類似詞彙，如西班牙語和意大利語中的Corea和法语的Corée），該詞彙來自於高麗王朝。而西方對於朝鮮半島的稱呼並沒有因為政權變遷而更改，因此西方語言中並沒有多種詞彙來表達有關概念，無論是「朝鮮」還是「韓」，統一譯為Korea（或其他類似詞彙）。對於半島南北政權的稱呼也因此沒有漢字文化圈中如此多樣，而單純稱為南、北Korea。